# Wolfgang Ritzel
Wolfgang Ritzel (* 19. August 1913 in Jena; † 21. Juni 2001) war ein deutscher Pädagoge und Hochschullehrer.

## Leben und Wirken
Nach dem Studium der Philosophie und Soziologie und erfolgter Promotion zum Dr. phil. wurde Ritzel zunächst Privatdozent an der Technischen Hochschule Braunschweig und ab 1958 an der Hochschule für Sozialwissenschaften in Wilhelmshaven-Rüstersiel. 1960 wurde er in Mannheim zum Professor für Philosophie und Pädagogik ernannt, 1963 wechselte er an die Universität Bonn, wo er gleichzeitig Direktor des Instituts für Erziehungswesen wurde.

## Schriften (Auswahl)
- Gotthold Ephraim Lessing. Kohlhammer, 1966.
- Die Vielheit der pädagogischen Theorien und die Einheit der Pädagogik. Henn 1968.
- Pädagogik als praktische Wissenschaft. Heidelberg 1973.
- Immanuel Kant, zur Person. Bonn 1975.
- Gerhard Lehmann – zum 10. Juli 1980. In: Kant-Studien, Jg. 71 (1980), S. 346–351
- Philosophie und Pädagogik im 20. Jahrhundert, Darmstadt 1980, Wissenschaftliche Buchgesellschaft.
- Gerhard Lehmann zum Gedächtnis. 10. Juli 1900 – 18. April 1987. In: Kant-Studien, Jg. 79 (1988), S. 133–139